# RMS Queen Mary 2
El RMS Queen Mary 2, también conocido como QM2, es un transatlántico perteneciente a la empresa naviera británica Cunard Line. Fue construido en el astillero francés Chantiers de l'Atlantique en Saint-Nazaire en 2003, en aquella época propiedad de Alstom, con un coste superior a USD$ 800 millones (£ 550 millones). 
El Queen Mary 2 está destinado para la ruta del Atlántico Norte, pero también es parcialmente utilizado para cruceros. Se hizo a la mar el 12 de enero de 2004. Por entonces era el barco de pasajeros más grande del mundo, hasta el año 2006, cuando la empresa naviera Royal Caribbean International introdujo el MS Freedom of the Seas, que a pesar de ser 6 metros más corto que el QM2, tiene 15 metros más de manga y, además, desplaza 3007 toneladas más que el navío de Cunard. 
En el momento de su entrada en servicio y hasta que en 2006 entró en servicio el MS Freedom of the Seas, el Queen Mary 2 fue el barco de pasajeros más grande del mundo, aunque sigue siendo el transatlántico más grande del mundo ya que los que están por encima suyo no son transatlánticos sino cruceros de pasajeros.
Hoy en día, la rivalidad entre las navieras no es contar con el buque más rápido, ya que estos no son usados más como un medio de transporte, sino contar con el más grande y lujoso. El Queen Mary 2 dio este título a la Cunard en 2004, y fue el primer transatlántico que se construyó desde el Queen Elizabeth 2 de 1969.
Digno sucesor de grandes mitos de la historia marítima, como los primeros trasatlánticos de lujo alemanes de antes de la I Guerra Mundial, que introdujeron el concepto de hotel de lujo en la navegación marítima, y trasatlánticos ingleses famosos como el RMS Titanic, el RMS Lusitania, el RMS Queen Elizabeth y el RMS Queen Elizabeth 2 el Queen Mary 2 es 44,8 metros más largo que la torre Eiffel y tres veces y medio más que la torre de Westminster (Big Ben). Además, es solo 35,7 metros más corto que el edificio Empire State de Nueva York.
En diciembre de 2011 cambió su puerto de registro a Hamilton, Bermudas.

## Características
El Queen Mary 2, es el buque insignia actual de la Cunard Line. El barco fue construido en 2004 para reemplazar al RMS Queen Elizabeth 2, que era entonces el buque insignia de la empresa desde 1969. 
El QM2 no es un barco de vapor como algunos de sus predecesores, pues su planta eléctrica se alimenta principalmente por cuatro motores diésel, pero tiene dos turbinas de gas adicionales que se utilizan cuando se requiere energía adicional.
Al igual que su predecesor, el QE2, se construyó para cruzar el Océano Atlántico y parcialmente para cruceros.
El Queen Mary 2 puede alcanzar velocidades de hasta 30 nudos (56 km/h) en mar abierto. La velocidad de servicio normal es de 28 nudos (51 km/h).
Es uno de los trasatlánticos con más posibilidades de alcanzar altas velocidades aun con pasajeros en su interior.
La bocina del QM2 tiene un tono que se escucha a 18,52 km (10 millas náuticas). Tiene dos, siendo una original del primer Queen Mary, y la otra una réplica exacta. La planta eléctrica del buque puede abastecer una ciudad de 250.000 habitantes.
El buque tiene 2500 km de cableado eléctrico, 3000 teléfonos y 25 000 m² de moqueta.

## Historia

### Construcción
El 8 de junio de 1998 Cunard terminó el diseño para un nuevo buque de 84.000 toneladas, con una capacidad de 2000 pasajeros, pero esas especificaciones fueron rediseñadas debido a los cruceros de la clase Destiny de la Carnival Cruise Lines, de 100.000 toneladas, y los de la clase Voyager de la Royal Caribbean International, de 137.200 toneladas.
En diciembre de 1998, Cunard dio a conocer detalles del Proyecto Queen Mary, un proyecto para la construcción de un transatlántico que complementaría al RMS Queen Elizabeth 2. Harland & Wolff de Irlanda del Norte, Aker Kværner de Noruega, Fincantieri de Italia, Meyer Werft de Alemania, y Chantiers de l'Atlantique de Francia fueron candidatos previstos para su construcción. Finalmente, el contrato se firmó con los astilleros franceses el 6 de noviembre del 2000.
Fue construido en los astilleros Chantiers de l'Atlantique en Saint-Nazaire. En aquella época propiedad de Alstom, este fue el mismo astillero que construyó antiguos rivales de la Cunard, como el SS Normandie y el SS France, de la CGT. El coste final del barco fue de aproximadamente £460 millones (US $900 millones). 
Su quilla fue puesta en la grada Louis Joubert el 4 de julio de 2002, como el casco G-32. Aproximadamente 3000 trabajadores pasaron unas ocho millones de horas de trabajo en el navío, y alrededor de 20.000 personas fueron directa o indirectamente involucradas en su diseño, construcción y equipamiento. En total, 300.000 piezas de acero se reunieron en 94 "bloques" fuera del dique seco, los cuales fueron apilados y soldados entre sí para completar el casco y la superestructura.
El Queen Mary 2 fue botado el 21 de marzo de 2003. Sus pruebas de navegación se llevaron a cabo entre el 25 y el 29 de septiembre y entre el 7 y el 11 de noviembre de 2003, entre Saint-Nazaire y las isla de Yeu y la isla Belle-Île-en-Mer. Las etapas finales de la construcción se vieron afectadas por un accidente fatal el 15 de noviembre, cuando se derrumbó una pasarela junto con un grupo de trabajadores de los astilleros y sus familiares que habían sido invitados a visitar el barco. En total, 32 personas resultaron heridas y 16 murieron, después de una caída de 15 metros (49 pies) en el dique seco.
La construcción fue terminada en la fecha prevista. Cunard lo recibió en Southampton (Inglaterra), el 26 de diciembre. El 8 de enero de 2004, fue bautizado por la reina Isabel II.

### Diseño

#### Exterior

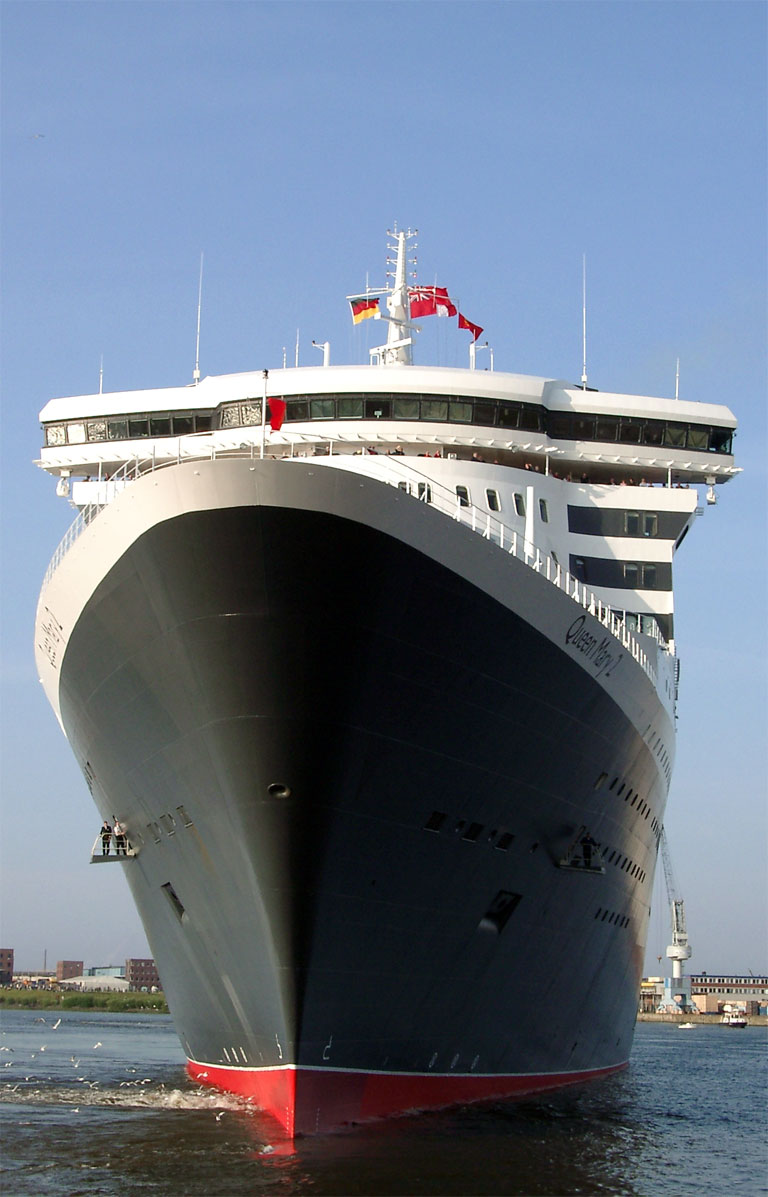
El Queen Mary 2 es actualmente el transatlántico más grande del mundo

El principal arquitecto naval del Queen Mary 2 fue el diseñador de Carnival Stephen Payne. El barco tiene 14.164 metros cuadrados de espacio en la cubierta exterior. Cuatro de las cinco piscinas del barco son al aire libre, y una de ellas está cubierta con un techo retráctil. La otra piscina cubierta se encuentra en la cubierta 7 en el Spa Canyon Ranch. En la cubierta 7 hay una cubierta de paseo que va desde la popa hasta la proa y le permite a los pasajeros dar la vuelta hacia el otro lado del barco.
La intención inicial de Payne era que el perfil de la popa del barco tomara forma de cuchara, similar a la de la mayoría de los trasatlánticos anteriores, pero el montaje de los propulsores requería un espejo plano. La propuesta fue una popa Constanzi, una combinación de ambos. El diseño final se acordó así, ya que una popa Constanzi proporciona el espejo de popa necesario para los propulsores y un mejor comportamiento en el mar que un espejo de popa estándar. Al igual que muchos barcos modernos, tanto de pasajeros como de carga, el QM2 tiene una proa de bulbo para reducir la fricción y con ello aumentar la velocidad, alcance y eficiencia de combustible.

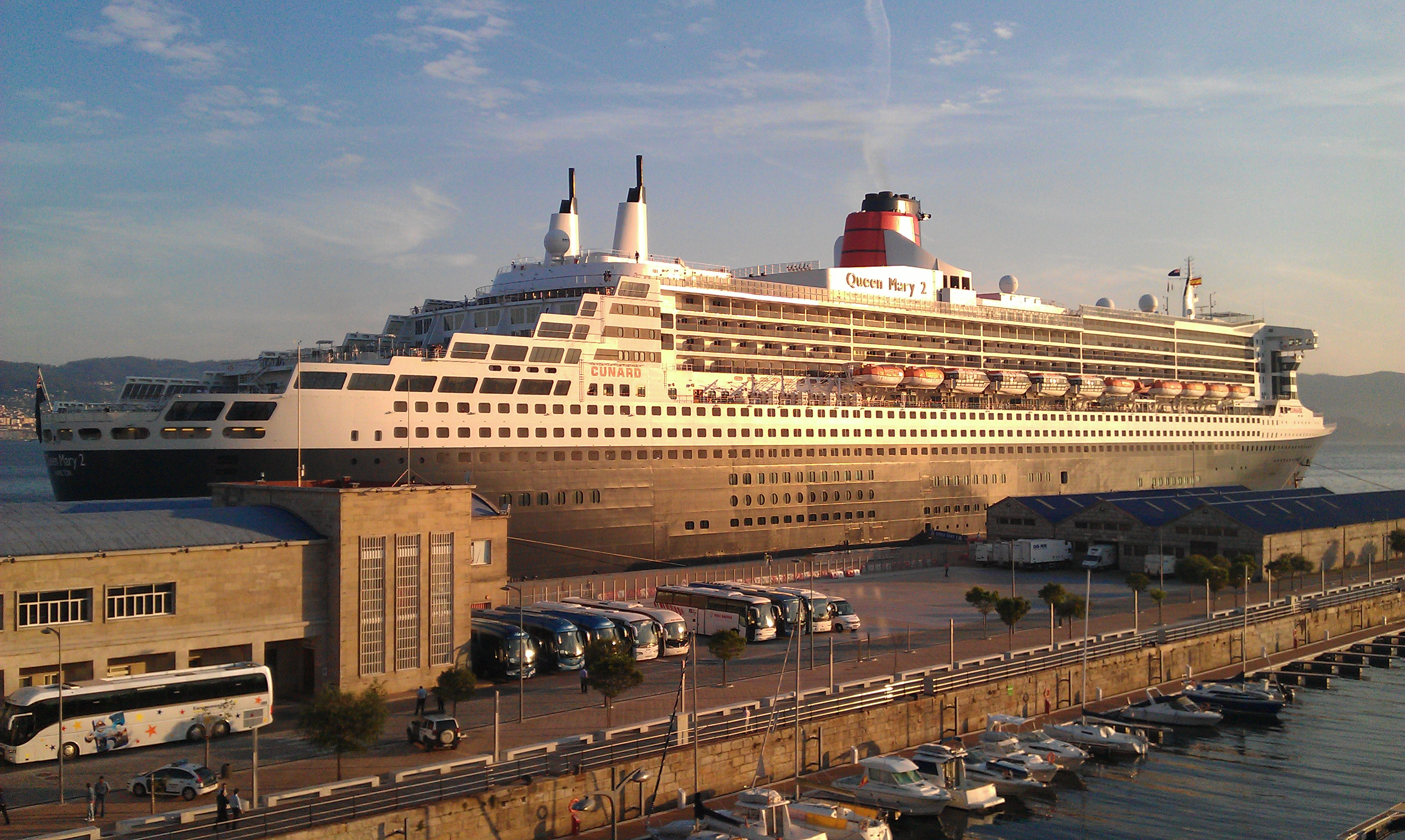
El QM2 atracado en Vigo (España) al amanecer

La chimenea proviene del diseño de la del QE2, pero la del QM2 fue diseñada con una forma ligeramente diferente. La diferencia era necesaria porque, debido a la altura del barco, una chimenea más alta habría hecho imposible que el navío pasara bajo el puente Verrazano-Narrows en Nueva York durante la marea alta. El diseño final permite un mínimo de 4 m de altura bajo el puente durante la marea alta.
Como el Queen Mary 2 es demasiado grande para atracar en muchos puertos, los pasajeros son trasladados hacia y desde el buque en los transbordadores a bordo, que se pueden utilizar como botes salvavidas en caso de emergencia.
El QM2 es un barco post-panamax, o sea que debe circunnavegar América del Sur para cruzar entre el Atlántico y el Pacífico. Con la entrada en servicio del nuevo Canal de Panamá (más ancho y largo), se estima que pueda cruzarlo. El QE2 se limitó a transitar el canal de Panamá una vez al año, durante sus cruceros alrededor del mundo.

#### Interior

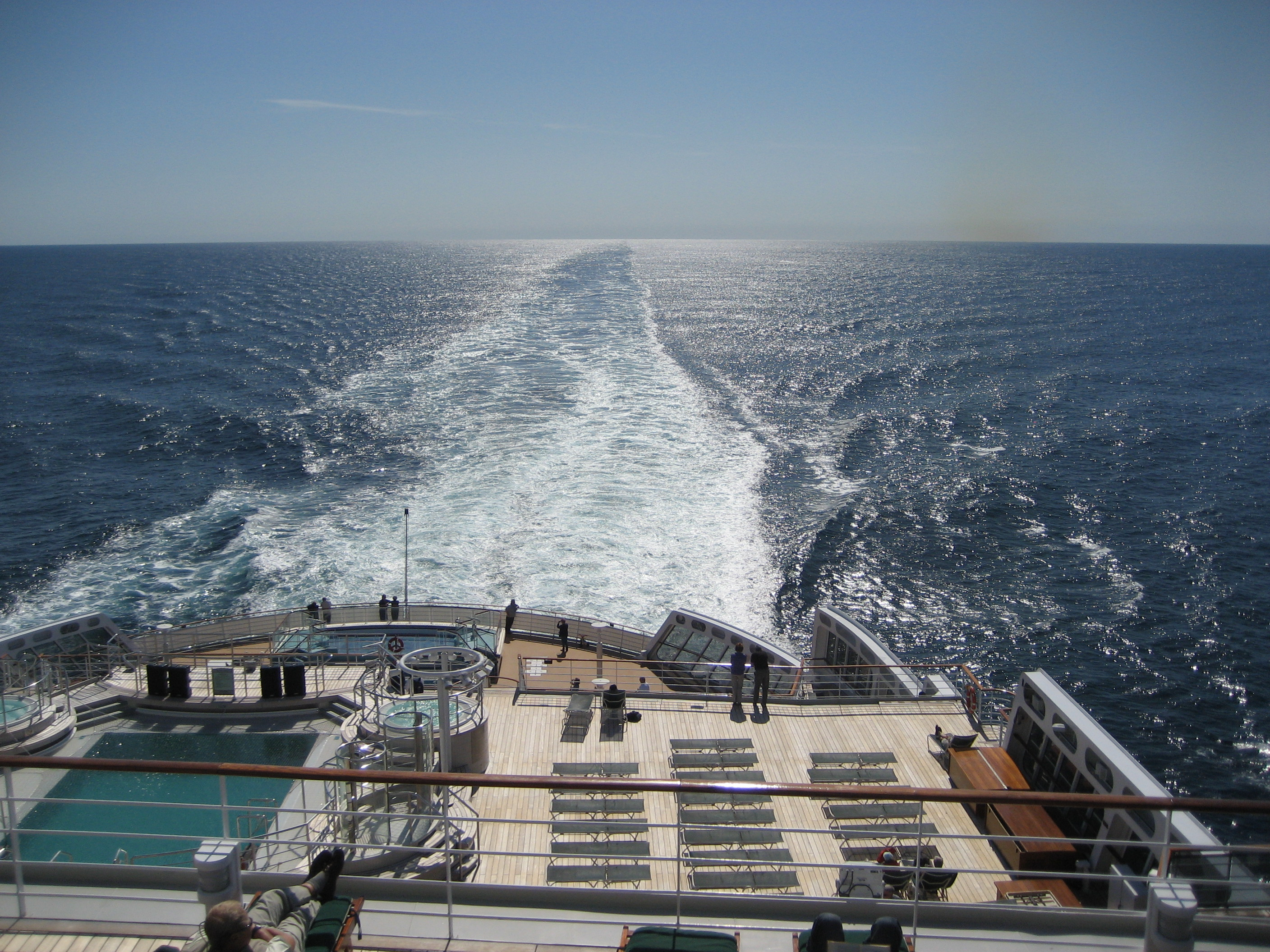
Vista desde la cubierta lido

Como es el caso de muchos buques de pasajeros modernos, muchas de las principales salas a bordo del Queen Mary 2 están en la parte baja de la nave, con los camarotes de pasajeros arriba. Esto es lo contrario a los transatlánticos anteriores, pero el diseño permitió habitaciones más grandes, así como obtener más camarotes con balcones privados, algunos de ellos en el casco y protegidos, donde los pasajeros se ven menos afectados por grandes olas.
Payne intentó crear un eje central a las dos cubiertas públicas principales (similar al Normandie), pero una vista completa se vería interrumpida por varias salas públicas que abarcan toda la manga del buque. Los comedores fueron colocados más hacia proa porque la vibración de las hélices a toda velocidad podría causar molestias a los pasajeros.
La cubierta 2 es la cubierta de pasajeros más baja, contiene la sala de cine "Illuminations" y el planetario (el único en un barco), el "Royal Court Theatre", el "Grand Lobby", el "Empire Casino", el "Golden Lion Pub" y en la parte baja el "Britannia Restaurant".

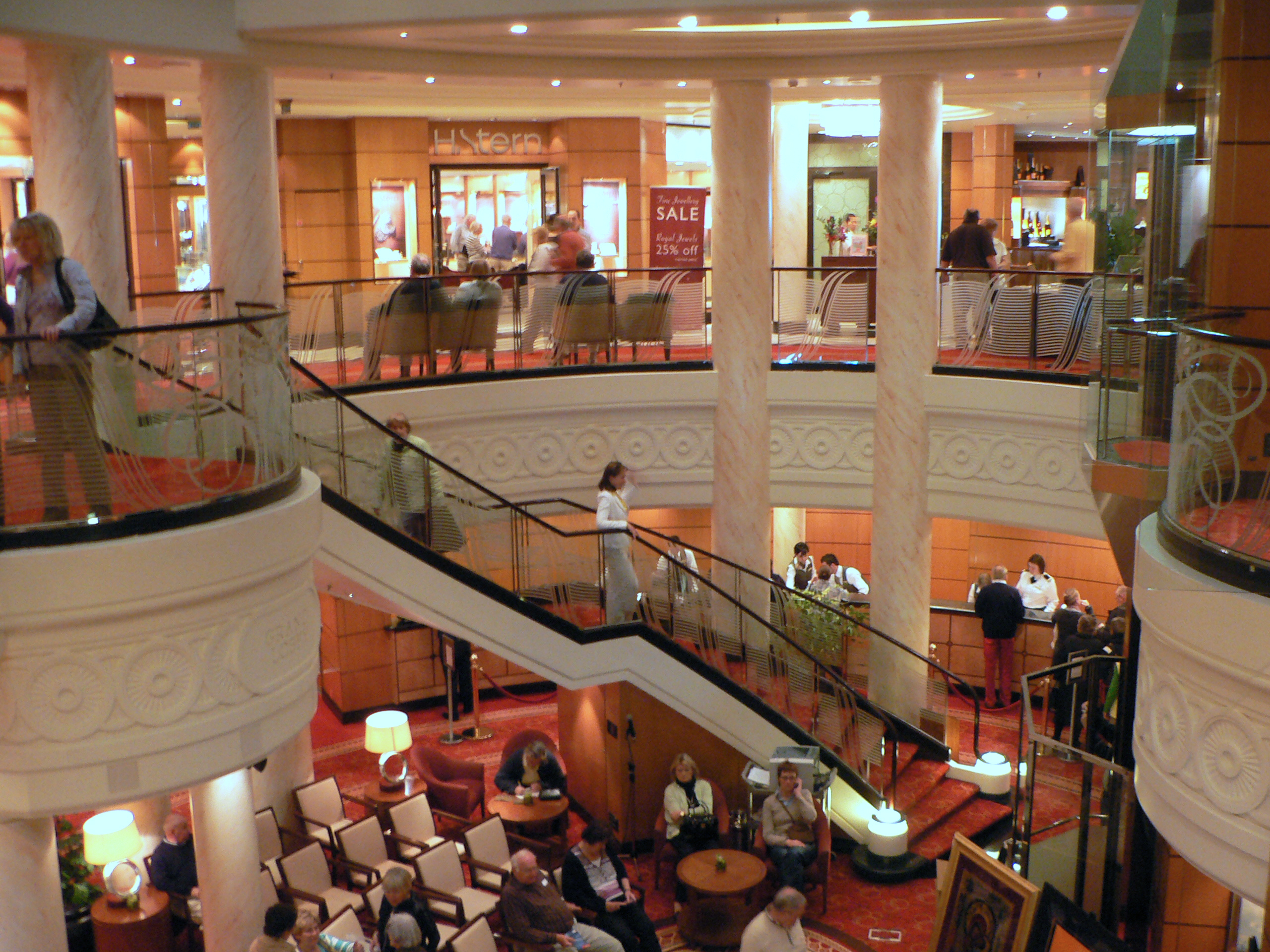
Grand Lobby

La cubierta 3 alberga los niveles superiores de "Illuminations", el "Royal Court Theatre" y el "Britannia Restaurant", así como una pequeña galería comercial, el "Veuve Cliquot Champagne Bar", el "Chart Room", el "Sir Samuel's", el "Queen's Room" y el "G32".
Otra cubierta principal es la cubierta 7, en la cual se encuentra el "Canyon Ranch Spa", "Winter Garden", "King's Court", el "Queen's Grill Lounge" y los "Queen's Grill" y "Princess Grill" (restaurantes para pasajeros que se hospedan en camarotes de más precio). Las salas en la cubierta 8 incluyen el Todd English Restaurant.
Las perreras, situadas a popa en el lado de estribor de la cubierta 12, solo están disponibles para los cruces transatlánticos. Tienen capacidad para hasta doce perros y gatos en 12 jaulas (seis pequeñas y seis grandes).
Según la 'clase' de alojamiento que el pasajero elija durante el viaje, son las disposiciones para ocupar los restaurantes. La mayoría de los pasajeros (cerca del 85%) viajan en clase Britannia (y por lo tanto comen en el restaurante principal, el "Britannia Restaurant"). Sin embargo, los pasajeros que viajan en cualquier 'junior suite' comen en el "Princess Grill"; y los que lo hacen en una 'suite', en el "Queens Grill".
Los que viajan en las dos categorías más altas se agrupan por Cunard como "Grill Passengers", y están autorizados a utilizar el "Queens Grill Lounge" y una zona exterior privada en la cubierta 11 con jacuzzi. Esta característica también está disponible en el Queen Victoria, y también lo está en el Queen Elizabeth.
Como el restaurante "Britannia" ocupa todo el ancho del barco y dos cubiertas, una entrecubierta, llamada "Cubierta 3L" fue ideada para permitir a los pasajeros caminar desde el Grand Lobby hasta el "Queen's Room".

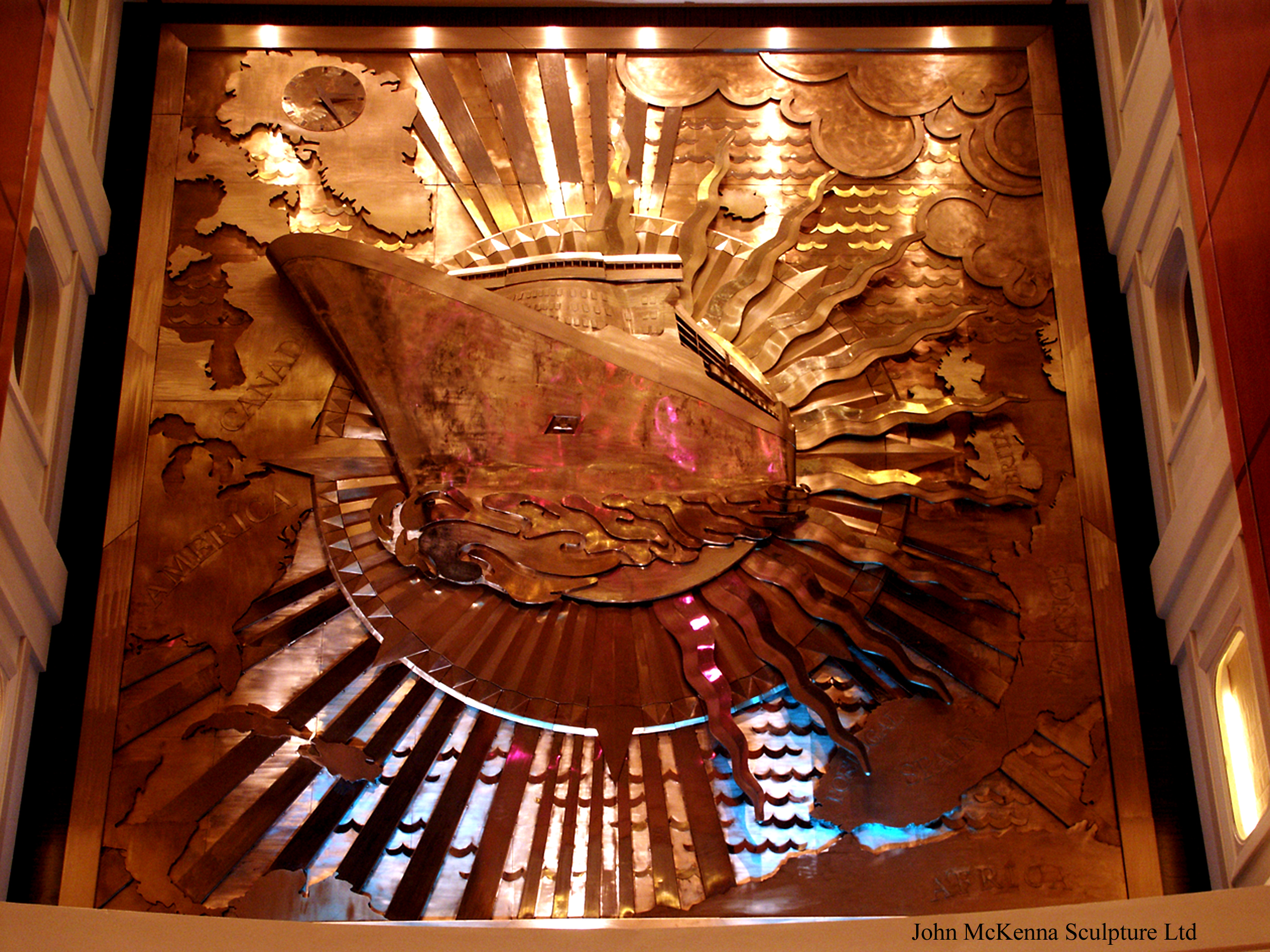
Mural de bronce de John McKenna

Todo el diseño interior fue creado por 128 artistas de dieciséis países. Las piezas más notables son la tapicería Barbara Broekman, una pintura abstracta de un transatlántico, el puente, el nuevo horizonte de Nueva York que se encuentra en el Restaurante "Britannia", y el mural de bronce de John McKenna inspirado en el mural de estilo art déco en el comedor de primera clase del primer Queen Mary.

## Servicios
- 5 piscinas diferentes.
- Colección de arte valorada en 5 millones de dólares.
- Maritime Quest: Museo sobre la historia marítima.
- G32: Club nocturno. Discoteca de dos niveles
- Commodore Club: Bar ubicado en la proa.
- Queens Room: Salón de baile iluminado con grandes candelabros de cristal.
- The Pavilion: Ubicado en la cubierta 12, incluye una piscina acompañada de otras dos con hidromasaje cubiertas con un techo retráctil.
- Royal Court Theatre: Teatro a bordo. Producciones y musicales se realizan en este teatro.
- Illuminations: Planetario que a su vez es sala de cine y sala de conferencias. El Queen Mary 2 es el único barco que tiene un planetario.
- Queens Grill y Princess Grill.
- Britannia Restaurant: Restaurante principal de dos cubiertas.
- Empire Casino.
- 1310 camarotes (920 con vista al mar, 293 al interior y 97 suites), desde 18 m² hasta 209 m², en dos alturas.
- Canyon Ranch SpaClub: Spa a bordo. Ocupa 2 cubiertas con una superficie de 1957 m²
- El 75% de los camarotes disponen de amplio balcón privado.
- Programa Cunard ConneXions™.
- Un auditorio con capacidad para 1094 personas.
- Servicio personal de Mayordomo para Acomodación Queens Grill.
- Servicio de Conserjería para Acomodaciones.
- Servicio de niñeras.
- 37 ascensores.
- 14 bares.
- Salones de baile.
- Varios restaurantes.
- Gimnasio de 2325 m²
- Biblioteca con más de 8000 volúmenes en diferentes lenguas.
- Campo de Golf, Tenis, Pádel, Baloncesto, etc.
- Bodega de vinos y cava.

## Sucesos
El 15 de agosto de 2015, el chef chileno Favio Oñate cayó desde la borda de la nave donde trabajaba.